# Ectmetacanthus
Ectmetacanthus is een geslacht van wantsen uit de familie van de Reduviidae (Roofwantsen). Het geslacht werd voor het eerst wetenschappelijk beschreven door Odo Reuter in 1882.

## Soorten
Het genus bevat de volgende soorten:

- Ectmetacanthus annulipes Reuter, 1882
- Ectmetacanthus neavei Schouteden, 1931